# بخش ژکس
بخش ژکس (به فرانسوی: Arrondissement de Gex) یک بخش در فرانسه است که در ان واقع شده‌است.